# El-Badari
El-Badari ist eine ägyptische Stadt mit 42.770 Einwohnern (Stand 2006) im Gouvernement Asyut. Sie liegt am östlichen Nilufer nahe der Stadt Assiut und ist vor allem durch die prähistorische Badari-Kultur bekannt geworden, die in dieser Region verbreitet war.

## Archäologie

### Forschungsgeschichte
Sämtliche heutigen Erkenntnisse über die prädynastische Zeit in el-Badari basieren im Wesentlichen auf den Arbeiten von Guy Brunton, der hier in den 1920er und frühen 1930er Jahren umfangreiche Ausgrabungen vornahm, und auf Gertrude Caton-Thompsons gründlicher Untersuchung in Hemamieh in der Saison 1924/25.
Zur Zeit von Brunton bestand der Ausgrabungsbezirk aus einem 16 km langen Wüstenstreifen, der sich zwischen den modernen Dörfern el-Etmania (Qau el-Kebir) und Naga Wissa erstreckte. Er arbeitete sich dann in zwei Bereiche vor, die er Mostagedda und Matmar nannte. Diese werden heute lediglich als Erweiterung des Badari-Bezirks angesehen. Die Badari-Region umfasst heute auch noch die beiden etwa 60 km langen Wadis el-Asyuti und Qau Bay.
Zwischen 1922 und 1931 legte Brunton in seinen drei Bereichen von el-Badari über 100 prädynastische Friedhöfe und Siedlungen frei. Seine Kollegin Caton-Thompson entschied sich, eine etwas gründlichere Ausgrabung etwa 3 km nördlich des modernen Dorfes el-Hemaniah durchzuführen, in einem Wüstenstreifen, den Brunton aufgrund seiner Schmalheit ausließ, weil er dort keinen Friedhof vermutete. Die Arbeiten von Caton-Thompson und Brunton ließen viele grundlegende Fragen bezüglich der Badari-Kultur unbeantwortet, so dass 1989 und 1992 ein kleines Team unter der Leitung von Diana L. Holmes vom archäologischen Institut des University College London neue Untersuchungen vornahm.

### Fundorte
Alle bekannten prädynastischen Fundorte liegen im flachen Wüstengebiet zwischen dem Fruchtland und dem Kalksteinplateau. In der Region von el-Badari ist dieser Wüstenstreifen sehr schmal und überschreitet nur selten einige hundert Meter. Die Fundstellen sind in der Regel flach und haben durchschnittliche Depottiefen von 0,5 bis 2 Meter. Die überwiegende Mehrheit war zu verschiedenen Zeiten belegt, wobei sich spätprädynastische und dynastische Gräber in ältere Siedlungsschichten schneiden. Die Ablagerungen der Siedlungsphase setzen sich aus losen Sandsedimenten durchmischt mit Asche, Holzkohle, Pflanzenresten und Tierknochen zusammen. Tonscherben und Steinartefakte kommen reichlich vor, obwohl Hinweise auf Siedlungsstrukturen eher selten sind. Da sämtliche Fundorte Palimpseste verschiedener Phasen sind, wird die prädynastische Kultur der el-Badari-Region am besten zusammenhängend in Zeiträumen anstatt durch die Behandlung einzelner Fundorte beschrieben.

### Badari-Kultur

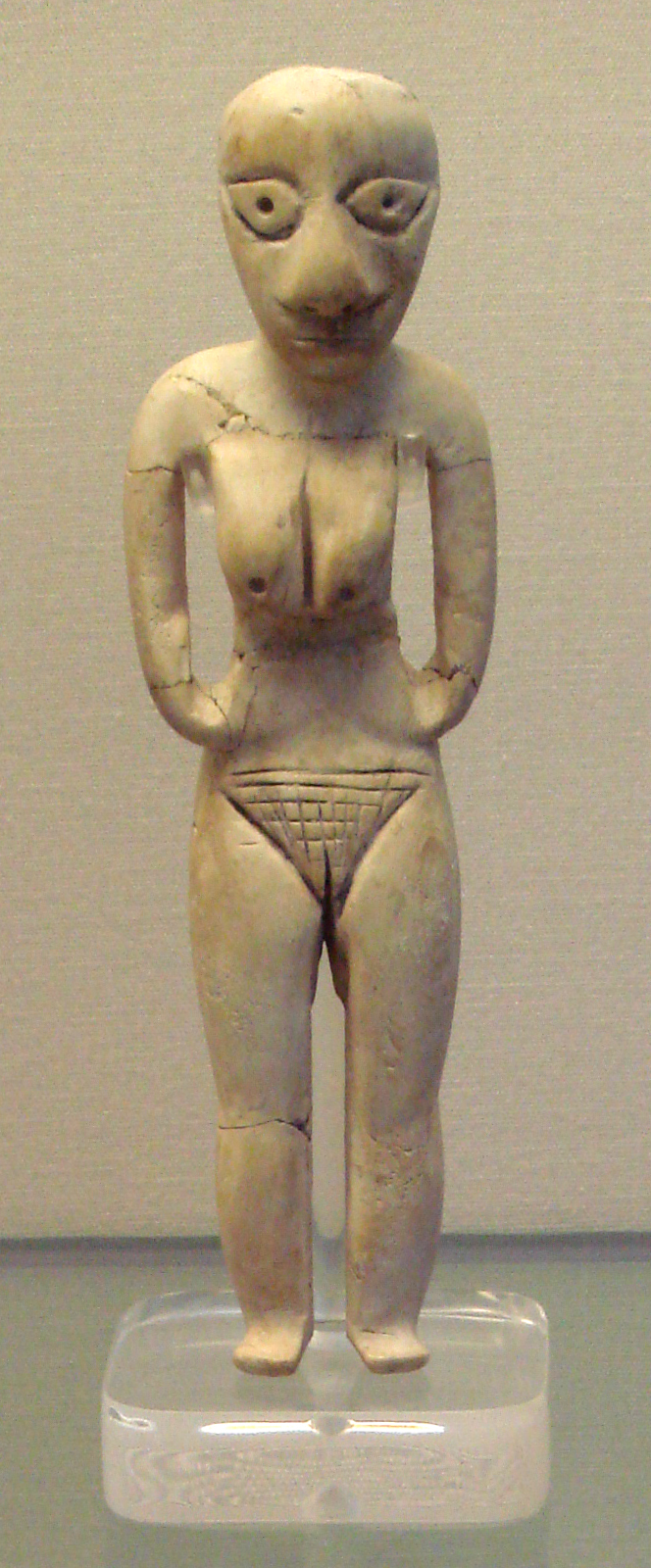
Figur der Badari-Kultur aus geschnitztem Elfenbein, ca. 4000 v. Chr.

Während seiner ersten Feldsaison stieß Brunton auf einen „neuen“ dünnwandigen Keramiktyp mit Wellen- oder Kammmuster auf der Außenseite. Brunton bescheinigte der Keramik ein hohes Alter und wies ihr eine Kultur zu, die den anderen bekannten prädynastischen Kulturen vorausging. Seine Vermutung wurde durch die Ausgrabungen von Caton-Thompson in Hemamieh bestätigt. Thompson trug die Sedimente dieser kleinen Siedlung in 15 cm dicken Schichten ab. Als sie tiefer kam, stieß sie auf bekannte Nagada-I/II-Keramik und auf unterster Schicht schließlich auf Exemplare geriffelter Tonkrüge zusammen mit anderen Typen, die Brunton in den Gräbern bei seinen Ausgrabungen fand. Die Kultur mit der geriffelten Keramik erhielt nun den Namen „Badari“.
Die Badari-Kultur ist die älteste bekannte landwirtschaftliche Kultur im Niltal Oberägyptens. Sie war etwa zeitgleich mit einer frühen Phase der Naqada-Kultur in der Region von Armant. Die Menschen der Badari-Kultur pflanzten Weizen und Gerste an und hielten Rinder, Schafe und Ziegen. Allerdings ist nicht bekannt, in welchem Ausmaß sie von diesen Ressourcen abhingen. Sie betrieben auch Fischfang am Nil und gingen auf Gazellenjagd. Über die Art ihrer Behausung ist so gut wie nichts bekannt. Bei Dair Tāsā wurden Stümpfe verschiedener Holzpfosten gefunden, die die Überreste einer leichten Hütte oder eines Unterstandes darstellen könnten. Abgesehen davon weisen alle Badari-Siedlungen mehrere tiefe Gruben auf, die nach Brunton als Kornspeicher zu interpretieren sind.

#### Gräber
Neben den über 50 Badari-Siedlungen räumte Brunton mehr als etwa 750 Begräbnisstätten frei, die sich auf 45 Plätze verteilten. Die Gräber bestanden aus flachen, etwa ovalförmigen Gruben. Die Körper lagen auf der linken Seite in kontrahierter Position mit dem Kopf nach Süden und dem Gesicht nach Westen ausgerichtet. Position und Orientierung der Toten sollten charakteristisch für die Bestattungen in Oberägypten während der prädynastischen Zeit werden. Die Grabbeigaben waren relativ einfach. Die Leiche wurde für gewöhnlich in Matten oder Tierhäute gewickelt und auf eine Schilfmatte gelegt. Meist wurde persönlicher Schmuck wie etwa Halsketten aus Muscheln oder Steinperlen zugegeben. Zu den restlichen Artefakten gehören üblicherweise ein einzelnes Gefäß und gelegentlich eine Schieferplatte oder einige Werkzeuge aus Feuerstein.

#### Datierung
Obwohl die Badari-Kultur ohne Zweifel als „frühzeitig“ eingestuft wurde, dauerte es lange Zeit, bis eine genaue absolute Datierung feststand. In den frühen 1970er Jahren wurden für acht Keramikscherben von Caton-Thompsons Ausgrabungen in Hemamieh Thermolumineszenz (TL)-Bestimmungen vorgenommen, jedoch erhärteten diese nur die bereits bekannte relative Zeitfolge ohne Aufschluss über eine realistische absolute Datierung zu geben. Fünf spätere Radiokarbondatierungen von Proben aus neuen Ausgrabungen bei Hermanieh und Deir Tasa haben erst gezeigt, dass die Badari-Kultur eindeutig in den Zeitraum 4500–4000 v. Chr. einzuordnen ist.
Andere prädynastische Fundorte in Oberägypten aus der Zeit vor 4000 v. Chr. gibt es nur noch in der Region Gurna-Armant. Diese gehören jedoch nicht zur Badari-Kultur, sondern werden von Archäologen der „Naqada-Kultur“ zugerechnet. Obwohl es bei den Keramiken einige Übereinstimmungen zwischen den Armant- und Badari-Funden gibt, reichen diese nicht aus, um eine südliche Ausdehnung der Badari-Kultur bis nach Armant zu stützen. Weitere Fundorte außerhalb der Badari-Region, die von einigen Forschern immer wieder mit der Badari-Kultur in Zusammenhang gebracht wurden, enthielten meist nur einige Scherben mit Rifflungen, die höchstens auf einen Handel mit der Badari-Region hindeuteten.

### „Tasa-Kultur“
Als Brunton mit seiner Arbeit nahe Deir Tasa begann, glaubte er Beweise für eine noch ältere Kultur gefunden zu haben, die er „Tasian“ nannte. Nur wenige Forscher, die sich mit seinen Forschungsergebnissen im Detail befassten, haben diese sogenannte Tasa-Kultur anerkannt. Brunton ging bei seinen Ausgrabungen nicht stratigraphisch vor und machte nie „Tasian“-Funde, bei denen nicht auch Funde dabei waren, die man der Badari-Kultur zuordnen konnte.
Nach heutigem Forschungsstand sind alle Artefakte, die Brunton als „Tasian“ eingestuft hat, als Teil der materiellen Badari-Kultur anzusehen. Die eingeritzten glockenförmigen Becher, die Brunton für typisch Tasian hielt, könnten von außerhalb importiert worden sein, möglicherweise von einem Volk aus der Ostwüste oder dem Nordsudan.

### Spätprädynastische Zeit
Viele Fundplätze in Badari zeigen Anzeichen, dass sie in späterer prädynastischer Zeit als Siedlungen oder Friedhöfe wiederbenutzt wurden. Obwohl Brunton die Gräber nach Flinders Petries Sequenzierungsmethode datierte, konnten nicht für alle prädynastischen Siedlungen relative Zeitangaben bestimmt werden. Dennoch ordnete er viele späte Gräber ins Gerzean (Naqada II) ein, während die Siedlungen hauptsächlich ins Amratian (Naqada I) datiert wurden.
Eines der überraschendsten Ergebnisse der letzten von Holmes durchgeführten Grabungen in den 1990er Jahren war das fast vollständige Fehlen von Keramik und anderen Objekten aus der Naqada-I-Phase. Die untersuchten prädynastischen Fundstellen wiesen leicht zu identifizierende Keramik der Badari- und Naqada-II-Kultur auf, Tonscherben aus Naqada I kamen jedoch äußerst selten zu Tage. Der Mangel an Naqada-I-Material kann bis jetzt noch nicht vollständig erklärt werden, eine Unterbrechung in der Besiedelung der Badari-Region zwischen der Badari- und Naqada-II-Phase erscheint jedoch unwahrscheinlich. Die Ausgrabungen von Caton-Thompson und Holmes bei Henamieh deuten darauf hin, dass dieser Fundplatz während der prädynastischen Zeit mehr oder weniger durchgängig von der Badari- bis zur Naqada-II-Phase besiedelt war. Abgesehen davon deuten die Hemamieh-Sequenz und die Resultate der Untersuchungen von 1989 bis 1992 darauf hin, dass sich die materielle Kultur der el-Badari-Region während der Naqada-I-Phase (3900–3300 v. Chr.) deutlich von anderen Siedlungsplätzen in Oberägypten unterscheidet. Bereits 1956 schlug Werner Kaiser vor, die Badari-Phase der el-Badari-Region größtenteils zeitgleich mit der Naqada-I-Phase in anderen Teilen des Niltales zu setzen. Dies ist aber nur teilweise richtig, auch wenn noch mehr Daten benötigt werden, um eine genauere Aussage zu treffen. Die Ergebnisse der letzten Felduntersuchungen aus den 1990er Jahren deuten darauf hin, dass sich die Badari-Kultur nach 4000 v. Chr. in eine „fortgeschrittene Badari-Kultur“ oder „Badari-/Naqada-I-Übergangskultur“ entwickelte, die im Kern noch Badari war, aber bereits einige Naqada-I-Elemente aufwies. Diese „entwickelte Badari-Kultur“ ebnete den Weg für eine eindeutige Naqada-II-Phase mit Artefakten aus Siedlungen und Friedhöfen, die man auch an anderen Stellen in Oberägypten während dieser Phase vorfindet. Eine Ausnahme bilden Feuerstein-Artefakte, die eine lokale Tradition widerzuspiegeln scheinen und in der Fachliteratur einer „Mostagedda-Industrie“ zugeordnet werden.

#### Siedlungsstrukturen
Hinweise für prädynastische Siedlungsstrukturen nach der Badari-Phase gibt es in Hemamieh und nördlich von Sheikh Esa.
Bei Hemamieh fand Caton-Thompson neun „Hüttenkreise“, die sie ins Amratian (Naqada I) datierte. Es handelt sich hierbei um kleine Lehmbauten mit ein bis zwei Metern im Durchmesser, von denen einige einen Oberbau aus Flechtwerkwänden besaßen. Nur die größeren Hütten könnten vielleicht als Behausung gedient haben, die anderen waren vermutlich Vorratskammern oder Unterstände für junge Tiere.
Bei Sheikh Esa legte Brunton an verschiedenen Stellen mehrere kreisförmige, lehmverputzte Böden frei. Diese hatten einen etwa drei Meter großen Durchmesser und wurden von niedrigen Wänden oder Fensterbänken aus Lehm begrenzt. Bei einer Hütte fanden sich Überreste von Holzpfosten. Die Siedlungen werden nach heutigen Erkenntnissen in die Naqada-I-Phase datiert.

### Naqada-III-Phase
Während der Naqada-III-Phase wurde der Wüstenstreifen bei Badari ausschließlich für Begräbnisse genutzt. Die Siedlungen befanden sich vermutlich im Fruchtland. Eine rechteckige Konstruktion aus Lehmziegeln mit zwei Räumen (3,6 × 2 Meter) scheint während Naqada III oder der 1. Dynastie als Tempel gedient zu haben, da diese von den Überresten zweier dynastischer Tempel überlagert wurde.

## Pharaonische Zeit
Die Friedhöfe in der Region sind auch weiterhin in den folgenden Epochen pharaonischer Geschichte belegt worden. Vor allem aus der Zeit vom Ende des Alten Reiches und der Ersten Zwischenzeit stammen zahlreiche einfache, doch oftmals relativ reich ausgestattete Bestattungen. Die Toten sind meist in einfachen Schächten beigesetzt worden, die manchmal eine kleine Kammer hatten. Es kann davon ausgegangen werden, dass die Toten in einem Sarg lagen, doch sind organische Materialien nicht gut erhalten, so dass sich von den Särgen meist nur noch Verfärbungen im Sand fanden. Vor allem junge Frauen sind oftmals reich mit Schmuck ausgestattet worden, dazu gehören auch zahlreiche Goldamulette. Der Schmuck fand sich meist auf den Leichen, daneben gab es oftmals aber auch noch eine Truhe, in der sich weiterer Schmuck und auch Toilettenutensilien fanden. Weitere Beigaben waren vor allem Keramikgefäße. Es kann davon ausgegangen werden, dass es sich hier um die Bestattungen der Bauern, die in dieser Region lebten, handelte.
Bei El-Badari fanden sich auch die Reste eines Tempels. Brunton konnte drei Schichten unterscheiden. Einige wenige Reste datieren in die prädynastische Zeit. Ein größerer Bau datiert ins Alte Reich. Es konnte ein Hof mit Altar und dahinter das Allerheiligste ausgegraben werden. Darüber wurde wiederum im Neuen Reich ein größerer Bau errichtet. Es handelte sich wahrscheinlich um einen Umgangstempel. Im Osten befanden sich zwei Allerheiligste, davor diverse Räume. Von Parallelen kann erschlossen werden, das der Bau von Pfeilern umgeben war, doch fand Brunton nur noch Lehmziegelfundamente. Die hier verehrten Gottheiten sind unbekannt.